# بروتين إفرازي
البروتين الإفرازي هو أي بروتين، سواء كان مادة صماوية أو إفرازات خارجية، تفرزها خلية. وتشمل البروتينات الإفرازية العديد من الهرمونات والإنزيمات والسموم والببتيدات المضادة للميكروبات. يتم توليف البروتينات في الشبكة الإندوبلازمية.

## الإنتاج
يبدأ إنتاج بروتين افرازي مثل أي بروتين اخر يتم إنتاج الحمض النووي الريبوزي الرسول ونقله إلى العصارة الخلوية حيث يتفاعل مع الريبوسوم العصبي الخلوي الحر.
يحتوي الجزء الذي يتم إنتاجه اولاً على النهاية الامينية، على تسلسل احماض امينية من 6 إلى 12 مع سلاسل جانبية كارهه للماء يتم التعرف على هذا التسلسل بواسطة بروتين عصاري خلوي والذي يوقف عملية الترجمة ويساعد في نقل مركب الحمض النووي الريبوزي الرسول إلى المستقبل الموجود في غشاء الشبكة الاندوبلازمية الموجودة على البروتين، عند وصولها إلى الشبكة الاندوبلازمية يتم نقل تسلسل الإشارة إلى قناه موصله للبروتين في الغشاء الذي يسمح بتحويل متعدد البروتين المركب حديثاً إلى تجويف الشبكة الاندوبلازمية وإذا تفكك مستقبل البروتين من الرايبوسوم يعيد ترجمه البروتين الافرازي ويتم ازالة تسلسل الإشارة وتستمر الترجمة بينما تنتقل السلسلة المنتجة عبر القناه الموصلة للبروتين.
بعد اكتمال إنتاج البروتين، فإنه يتفاعل مع العديد من البروتينات الأخرى للحصول على حالتها النهائية.

## الشبكة الأندوبلازمية
بعد الترجمة، تتأكد البروتينات الموجودة داخل الشبكة الاندوبلازمية من ان البروتين مطوي بشكل صحيح وإذا كان الطي غير ناجح بعد المحاولة الأولى تتم محاولة طي ثانية إذا فشل هذا أيضا يتم تصدير البروتين إلى العصارة الخلوية وبصرف النظر عن الطي هناك أيضا سلسلة من السكر تضاف الي البروتين بعد هذه التغيرات يتم نقل البروتين إلى جهاز جولجي بواسطة حويصلة مغطاة باستخدام بروتين طلائي.

## جهاز جولجي
يتم تعديل سلاسل السكر بإضافة أو إزالة بعض السكريات. يترك البروتين الإفرازي جهاز جولجي بواسطة حويصلة غير متاكلة.

## روابط خارجية
3D structures of secreted peptides and proteins that interact with lipid bilayer